# مایکل مورکوک
مایکل مورکوک (Michael John Moorcock)، (زادهٔ ۱۸ دسامبر ۱۹۳۹)، نویسندهٔ انگلیسی ژانر علمی–تخیلی و فانتزی است. او را بیشتر به خاطر آفرینش کاراکتر الریک ملنیبون می‌شناسند که تأثیر زیادی بر داستان‌های فانتزی دهه‌های ۶۰ و ۷۰ میلادی گذاشت.
مورکوک یک بار از سال ۱۹۶۴ تا ۱۹۷۱ و بار دیگر از ۱۹۷۶ تا ۱۹۹۶، ویراستار مجلهٔ علمی–تخیلی نیو ورلدز بود و از این راه به‌طور مستقیم بر موج نوی ادبیات علمی–تخیلی انگلستان و به‌طور مستقیم بر این ژانر در آمریکا تأثیر گذاشت.
در سال ۲۰۰۸، روزنامهٔ تایمز، مورکوک را در فهرست ۵۰ نویسندهٔ برتر انگلیسی از سال ۱۹۴۵ قرار داد.

## کتاب‌ها
- الریک اهل ملنیبون ( Elric of melnibone)
- اینک انسان - ۱۹۶۹ (برندهٔ جایزه نبیولا برای بهترین رمان کوتاه سال ۱۹۶۹)